# Frances Willard
Frances Eliza Caroline Willard (28 de septiembre de 1839-17 de febrero de 1898) fue una educadora estadounidense, además de escritora y activista a favor del Movimiento por la Templanza y el sufragio femenino. Su influencia fue fundamental en la aprobación de dos trascendentales enmiendas de la Constitución de los Estados Unidos, la decimoctava, que estableció la «prohibición» o «ley seca», y la decimonovena, que permitió el voto de las mujeres.
Willard fue presidenta nacional de la Woman's Christian Temperance Union en 1879, la primera organización colectiva de mujeres dedicada a la reforma social, y se mantuvo en el cargo durante 19 años. También desarrolló el lema «hacer de todo», característico de que la WCTU, que presionaba a sus miembros a participar en cabildeo, peticiones, proselitismo, publicidad y educación.
Su visión se ampliaría más adelante para incluir entre sus causas la ayuda federal a la educación, los almuerzos escolares gratuitos, los sindicatos de trabajadores, la jornada laboral de ocho horas, la asistencia para los pobres, el saneamiento municipal y la formación de consejos de salud, de transporte nacional, de endurecimiento de las leyes contra la violación, de protección contra el abuso infantil, y sobre la teoría de la reforma agraria de impuesto único de Henry George.

## Publicaciones
- Woman and temperance, or the work and workers of the Woman's Christian Temperance Union (1883)
- How to Win: A Book For Girls (1886)
- Nineteen beautiful years, or, sketches of a girl's life (1886)
- Glimpses of fifty years: the autobiography of an American woman (1889)
- A Classic Town: The Story of Evanston (1891)
- Woman's Christian Temperance Union. President. President's Annual Address (1891)
- A Woman of the Century
- Do everything: a handbook for the world's white ribboners. (¿?)
- A Wheel Within a Wheel: How I Learned to Ride the Bicycle (1895)